# Kapellgärdet

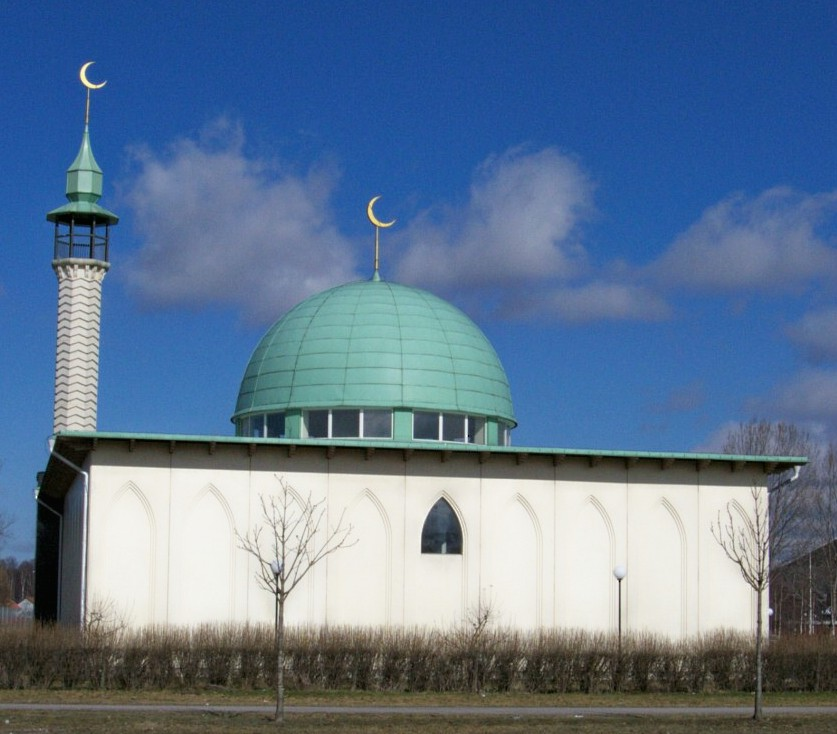
Uppsala moske

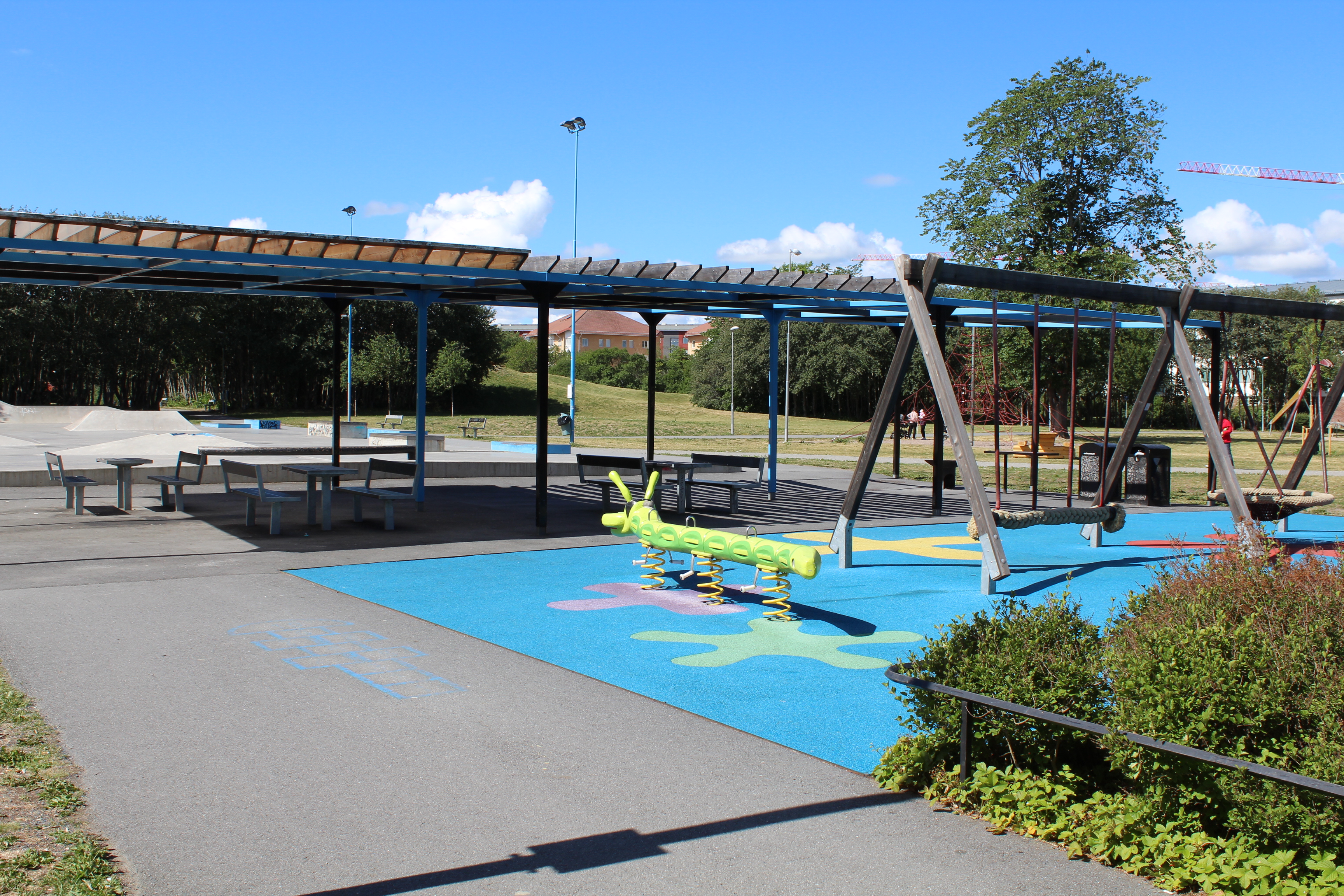
Kapellgärdsparken

Kapellgärdet är en stadsdel i Uppsala. Området var tidigare en del av stadsdelen Kvarngärdet, men styckades av till en egen stadsdel år 2018. År 2021 hade stadsdelen 7 809 invånare. I Kapellgärdet finns bland annat Lötens IP och Uppsala moské. 

## Bebyggelse och stadsbild
I det område som avgränsas av Tycho Hedéns väg, Gamla Uppsalagatan, Vattholmavägen och Råbyvägen, ligger ett större studentbostadsområde som innefattar Kantorsgatan, Djäknegatan och Väktargatan, med en park, Kapellgärdsparken, i mitten av området. Området byggdes under 1960-talet. Här ligger också Korskyrkan.  
Norr om Råbyvägen, samt i det tidigare företagsområdet mellan Ostkustbanan och Vattholmavägen, har under 2000-talet täta bostadskvarter av innerstadskaraktär med slutna innergårdar uppförts, som ett led i den pågående förtätningen av området. 